# Trattlav
Trattlav (Cladonia pyxidata) är en grågrönaktig lav som hör till släktet Cladonia, trattlavar och bägarlavar. I Sverige förekommer den från Lappland i norr till Skåne i söder.

## Beskrivning
Trattlaven har en fjällig bål med uppstående bägarliknade podetier (utskott hos bägarlavar och trattlavar som har ett typiskt utseende för olika arter). Podetierna kan mäta upp till fyra centimeter. Toppen på podetierna är typiskt bred och trattlik, därav lavens namn. 
Trattlavens bark, det översta skiktet av lavbålen, är mer eller mindre småvårtigt. Därtill finns så kallade fyllokladier, små bladliknande bildningar, av något olika storlek på podetiernas fot.

## Ekologi
Trattlaven kan växa på marken och på klippor och vid basen på trädstammar.